# Atopsyche flinti
Atopsyche flinti är en nattsländeart som beskrevs av Sykora 1991. Atopsyche flinti ingår i släktet Atopsyche och familjen Hydrobiosidae. Inga underarter finns listade i Catalogue of Life.